# Gröntjärn (naturreservat)
Gröntjärn är ett naturreservat som ligger i både Ljusdals kommun och Hudiksvalls kommun. Gröntjärns naturreservat besöks främst för sina geologiska värden och sina märkliga hydrologiska förhållanden. Reservatet ligger i en trång dalgång, omgiven av höga berg. Den ligger omkring 5 kilometer väster om byn Västerstråsjö och 25 kilometer nordväst om Delsbo. I reservatet finns sjöarna Stråsjö Långtjärnen och Gröntjärnen

## Tillkomst
Området är en del av en märklig isälvsavlagring bildad i samband med inlandsisens avsmältning för omkring 8 500 år sedan. På många ställen finns så kallade dödisgropar, vilka är spår efter enskilda isblock som legat inlagrade i grus- och sandmassorna. När blocken smälte sjönk marken ihop och bildade större eller mindre gropar med branta kanter. Flera av groparna är i dag vattenfyllda tjärnar eller sjöar. Den märkligaste av dessa är Gröntjärn.

## Spektakulära vattenståndsvariationer
Inga synliga bäckar förser tjärnen med vatten. Till stor del beror det på att regnvattnet genast kan leta sig ner till grundvattnet genom den genomsläppliga marken. Grundvattnet är sedan det vatten som fyller flera av områdets sjöar och tjärnar. Gröntjärns vackert turkosgröna färg är en effekt av detta då grundvatten, till skillnad från vatten i tillrinnande bäckar, är fritt från partiklar, och påverkas av himmelens och bottnens färg.
Gröntjärn är intressant genom sina stora vattenståndsvariationer. På grund av markens vattengenomsläpplighet följer vattennivån i sjön grundvattnets variationer i de omkringliggande marklagren. Sjöar av denna typ brukar kallas för "grundvattensjö" eller källsjö. Variationen i vattennivå i sjön brukar anges till drygt 13 meter och är mest framträdande vår och höst. År 2000 var vattenståndet extremt högt, spår av detta kan ses på omgivande träd, vilka visar spår av isskador och även att laven på trädbarken har förändrats upp till en viss nivå på stammarna. Högnivån finns markerad med en skylt vid ingången till sjön.
Avrinningen av sjöns vatten sker genom dränering genom sjöns botten och det strömmar sedan som grundvatten österut till Gladbäcken, en av de största källorna i Hälsingland. Det är när denna avrinning inte sker tillräckligt snabbt som vattennivån i Gröntjärn stiger.

## Växtlighet
Växtligheten är anpassad till områdets torra markförhållanden, och tallskog med olika bärris och lavar täcker stora delar av reservatet. Mosippa förekommer ovanligt rikligt vid dödisgropar på hedarna i området. Vid Gröntjärns stränder finner man en fattig men intressant flora med bland annat istidsrelikten fjällnejlika, samt getväppling och ängsvide.

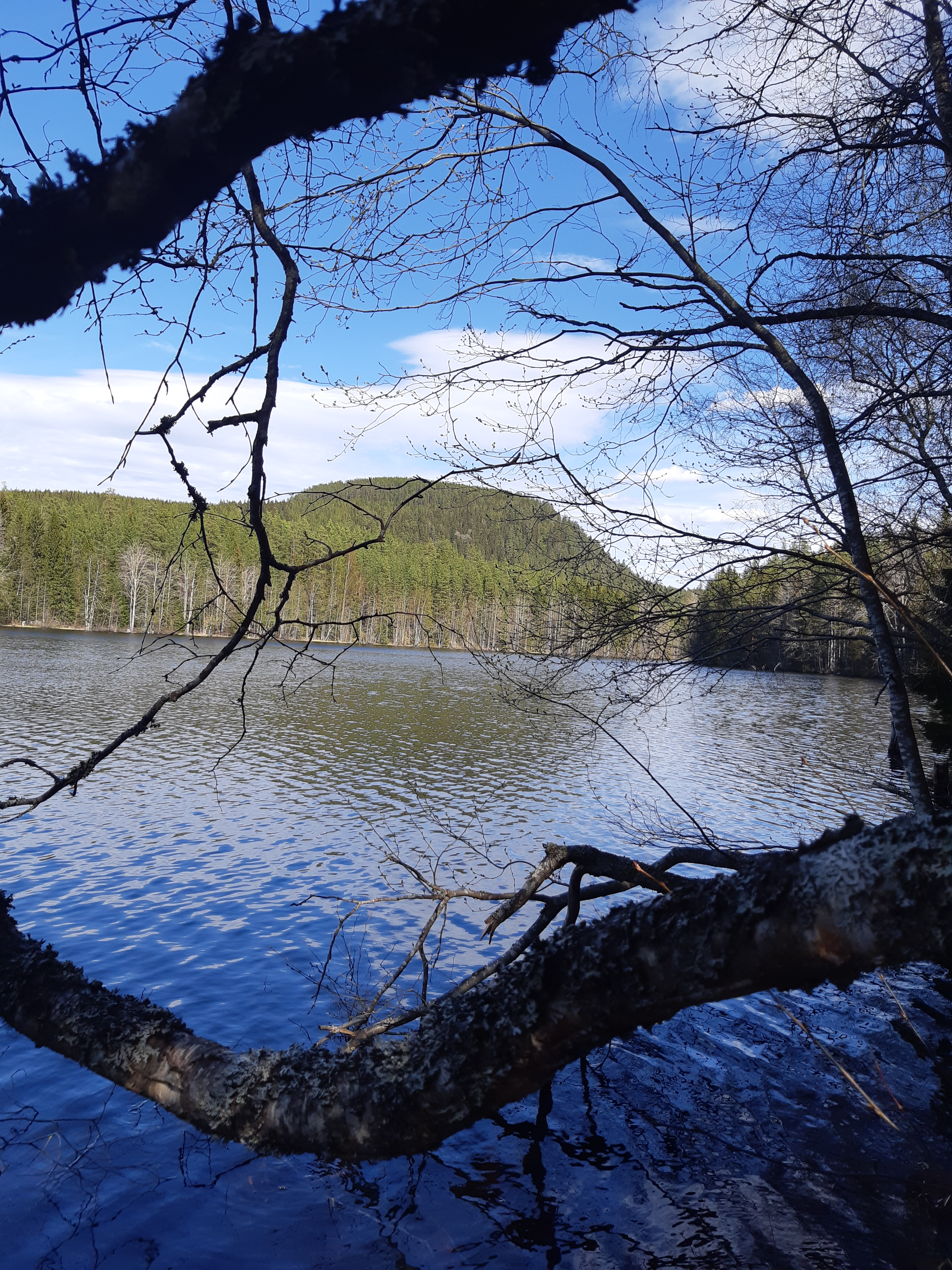
.Vy från mittre delen av Stråsjö Långtjärnen sedd österut
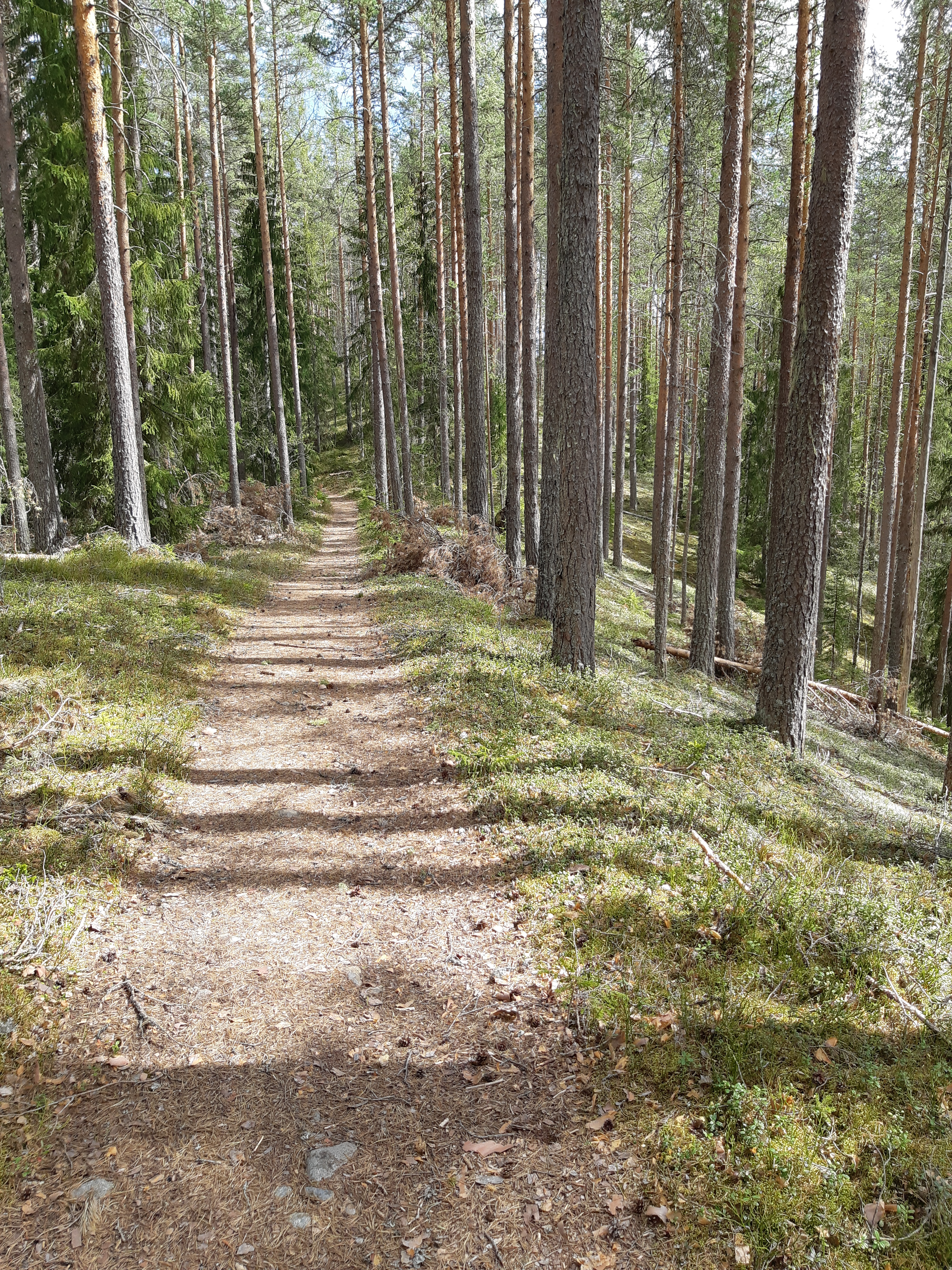
Bratthedsleden söder om Stråsjö Långtjärn
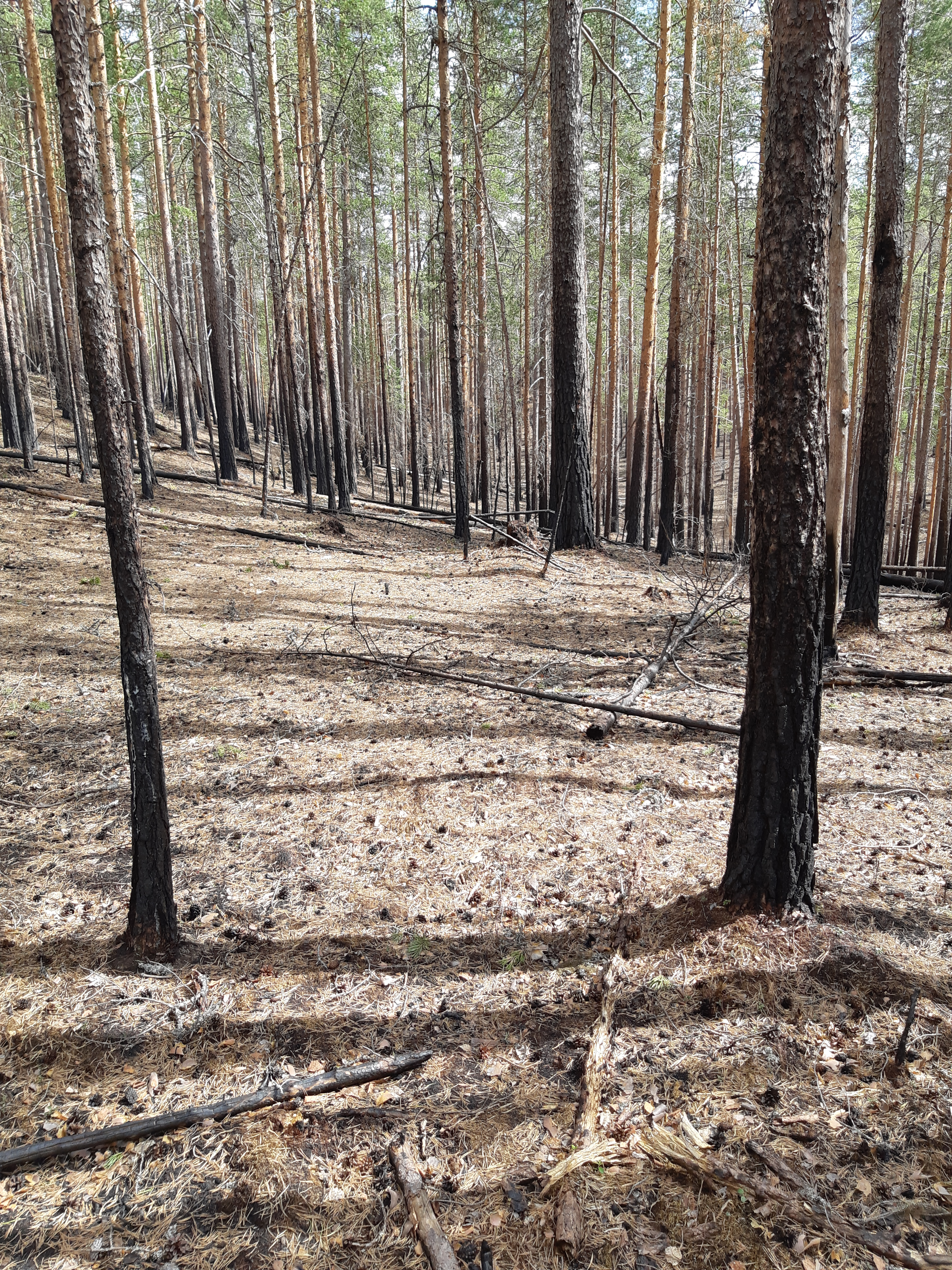
Naturvårdsbrännt område år 2021 i Gröntjärns naturreservat.